# (225254) Flury
(225254) Flury est un astéroïde de la ceinture principale.

## Description
(225254) Flury est un astéroïde de la ceinture principale. Il fut découvert le 10 septembre 2009 à l'observatoire du Teide (télescope OGS de l'Agence spatiale européenne) par Matthias Busch et Rainer Kresken. Il présente une orbite caractérisée par un demi-grand axe de 2,48 UA, une excentricité de 0,14 et une inclinaison de 11,9° par rapport à l'écliptique.

## Compléments